# Технічний університет Їлдиз
Технічний університет Йилдиз (тур. Yıldız Teknik Üniversitesi, YTU Yıldız Teknik Üniversitesi, YTU, часто просто Йилдиз, Ілдіз) — турецький технічний університет, що спеціалізується на інженерних науках і є одним з найвідоміших освітніх установ у Стамбулі. Центральний кампус знаходиться в районі Бешикташ; новий кампус Давутпаша знаходиться в районі Esenler.. При університеті також функціонує технопарк, який пропонує початківцям турецьких підприємців «сприятливі умови» для того, щоб вони могли реалізовувати свої ідеї.
Є одним із семи державних університетів, розташованих в Стамбулі, третім найстарішим університетом Туреччини з його історією з 1911 року. Він також вважається одним із кращих університетів країни. Університет має 11 факультетів, 2 інститути, професійну школу вищої освіти, професійну школу для національних палаців та історичних будівель, професійну школу іноземних мов та понад 30 000 студентів.

## Історія
Історія університету почалася більше ста років тому, в 1911. Він був заснований як тур. Kondüktör Mekteb-i Âlisi Kondüktör Mekteb-i Âlisi («Вища школа провідників») з метою відповісти на попит секції суспільних робіт муніципалітетів в «наукових співробітниках» (раніше відомих в Туреччині як «провідники», а сьогодні — як «технічний персонал»). Школа була створена за подобою і навчальним планом «École de Conducteur» і була тісно пов'язана з Міністерством громадських робіт країни. У 1922 році назву школи було змінено на тур. Nafia Fen Mektebi Nafia Fen Mektebi («Школа громадських робіт»), а чотири роки по тому, в 1926, тривалість навчання була збільшена до двох з половиною років — а потім і до трьох років (в 1931 році).
Після збільшення як числа громадських об'єктів, так і вимог до різних технічних послуг, що надаються державою, було прийнято рішення про закриття Nafia Fen Mektebi і створенні на її базі спеціальної технічної школи, здатної забезпечити Туреччину робочою силою, здатною закрити наявний розрив між технічними фахівцями і професійними інженерами. Нова школа надала своїм студентам дворічну програму (для технічних фахівців) і чотирирічну програму (для майбутніх інженерів). Будинки для неї були надані державою в прибудовах палацу Йилдиз — ці корпусу використовуються досі.
У найбільш ранній період школа складалася з двох факультетів: цивільного і механічного — які навчали студентів на технічні та інженерні спеціальності. Починаючи з 1942—1943 років до складу департаменту машинобудування були додані електротехнічний та архітектурний відділи. У 1969 році школа була реорганізована вже як автономний вищий навчальний заклад і науково-дослідний інститут. З прийняттям владою країни закону, який закривав спеціальні професійні школи в 1971, інженерні школи стали пов'язані зі Стамбульською державною інженерно-архітектурною академією .

## Історія кампусів
Сучасний університет Йилдиз був утворений в результаті злиття Стамбульської державної інженерно-архітектурної академії, а також пов'язаних з нею інженерних факультетів, і аналогічних факультетів Коджаельської державної інженерно-архітектурної академії. Крім того, до складу нового ВНЗ увійшла і Коджаельська професійна школа. Новий університет складався з наукового інституту, інституту соціальних наук і низки факультетів: науково-літературного, інженерного, іноземних мов, турецької мови, принципів Ататюрка та історії революції, фізичного виховання та образотворчого мистецтва.
Остаточно, сучасну назву університету було присвоєно в 1992 році — ВНЗ став називатися «Технічний університет Йилдиз». При цьому, інженерний факультет був реструктуризований і розділений на чотири факультети: факультет електроелектроніки, факультет будівництва, механічний і хіміко-металургійний факультет, а також — факультет економіки і адміністративних наук. Крім того інженерний факультет в Коджаелі та професійна школа в Коджаелі були відокремлені від нового університету, щоб після реорганізації створити новий університет — Університет Коджаелі.

## Структура університету
- факультет електроніки
- Факультет літератури і національної культури
- Факультет мистецтв та дизайну
- Педагогічний факультет
- Факультет економічних і адміністративних наук
- Факультет цивільного будівництва
- Факультет хімічної та металургійної техніки
- Факультет машинобудування
- Морський факультет
- Факультет архітектури

Інститути та школи
- Інститут науки і техніки
- Інститут соціальних наук
- Школа професійного навчання
- Школа іноземних мов

## Зв'язки
Технічний університет Йилдиз є членом Асоціації університетів Кавказу .

## Технопарк
При технічному університеті Йилдиз функціонує технопарк, що носить назву тур. Yıldız Technical University's Teknokent (Techno Park) Yıldız Technical University's Teknokent (Techno Park), очолюваний Месутом Гюнер. Парк пропонує початкуючим турецьким підприємцям «сприятливі умови» для того, щоб вони могли реалізовувати і розвивати свої ідеї. Молоді підприємці можуть працювати над своїми проектами безкоштовно, маючи доступ в Інтернет і необхідну технічну інфраструктуру. Ряд стартапів, що почалися в стамбульському технопарку університету Йилдиз, уже знайшли своє практичне застосування як в Туреччині, так і в світі в цілому.